# Сентаурос Вильявисенсио
«Сентаурос Вильявисенсио» (исп. Centauros Villavicencio) — бывший колумбийский футбольный клуб, базировавшийся в городе Вильявисенсио в департаменте Мета. Клуб был основан в 2002 году и спустя всего год добился права выступать в колумбийской Примере. Расформирован в 2011 году.

## История
Клуб «Сентаурос Вильявисенсио» был основан в 2002 году, и в первом же сезоне своего существования одержал победу в Примере Б, одолев в финалах сезона клуб «Альянса Петролера», чем заслужил право выступать в Примере А.
В апертуре Примеры сезона 2003 клуб занял четвёртое место, и пробился в полуфинальную группу, где остался последним. Во второй части сезона клуб выступил крайне неудачно, по разнице голов оказавшись на последнем месте, и выбыл в Примеру Б.
В мае 2011 года клуб оказавшийся в тяжёлом финансовом положении, его совокупные долги превысили сумму 400 млн песо, переехал в город Попаян в департаменте Каука, власти которого выразили готовность оказать клубу финансовую поддержку. До конца сезона 2011 клуб продолжал играть под именем «Сентаурос Вильявисенсио», хотя проводил домашние матчи на стадионе «Сиро Лопес» в Попаяне. В сезоне 2012 название клуба было изменено на «Университарио Попаян».

## Титулы и достижения
- Чемпион Колумбии во Втором дивизионе (1): 2002